# Eclissi solare del 26 maggio 1854
L'eclissi solare del 26 maggio 1854 è un evento astronomico che ha avuto luogo il suddetto giorno attorno alle ore 20.42 UTC. L'eclissi, di tipo anulare, è stata visibile dal Canada e dagli Stati Uniti ed è durata 4 minuti e 32 secondi raggiungendo la massima copertura alle ore 20:42:53 UTC.

## Visibilità
ll percorso anulare ha attraversato il confine tra Stati Uniti e Canada.

Percorso dell'eclissi solare del 26 maggio 1854 attraverso il continente americano

## Osservazioni
L'eclissi di maggio 1854 è stata la prima eclissi che ha attraversato il suolo americano ad essere stata fotografata. Frederick Langenheim, un fotografo tedesco-americano pioniere della fotografia stereoscopica utilizzò una tecnica sviluppata insieme al fratello e brevettataper la colorazione delle lastre fotografiche. I due fratelli scattarono foto a intervalli regolari elaborando una sequenza dell'evento. Le foto, uniche rimaste tra quelle di vari fotografi che si cimentarono a riprendere l'evento, sono di proprietà e custodite al Metropolitan Museum of Art di New York.